# Liv-Kjersti Eikeland
Liv-Kjersti Eikeland (Bergen, 20 marzo 1979) è un'ex biatleta norvegese.
È moglie di Carl Johan Bergman, a sua volta biatleta di alto livello.

## Biografia
In Coppa del Mondo esordì l'8 gennaio 1999 a Oberhof (72ª), ottenne il primo podio il 21 dicembre 2002 a Osrblie (3ª) e l'unica vittoria il 5 dicembre 2003 a Kontiolahti.
In carriera prese parte a un'edizione dei Giochi olimpici invernali, Vancouver 2010 (70ª nella sprint, 70ª nell'individuale, 4ª nella staffetta), e a tre dei Campionati mondiali (5ª nella staffetta a Hochfilzen/Chanty-Mansijsk 2005 il miglior piazzamento).

## Palmarès

### Coppa del Mondo
- Miglior piazzamento in classifica generale: 41ª nel 2004
- 4 podi (1 individuale, 3 a squadre):
  - 1 vittoria (a squadre)
  - 1 secondo posto (individuale)
  - 2 terzi posti (a squadre)

#### Coppa del Mondo - vittorie
| Data            | Località    | Nazione   | Spec.                                                             |
| --------------- | ----------- | --------- | ----------------------------------------------------------------- |
| 5 dicembre 2003 | Kontiolahti | Finlandia | RL (con Linda Grubben, Gunn Margit Andreassen e Liv Grete Poirée) |

Legenda:

RL = staffetta